# Порту-Насиунал (микрорегион)

Порту-Насиунал на карте.

Порту-Насиунал (порт. Microrregião do Porto Nacional) — микрорегион в Бразилии, входит в штат Токантинс. Составная часть мезорегиона Восточный Токантинс. Население составляет 322 824 человека (на 2010 год). Площадь — 21 198,106 км². Плотность населения — 15,23 чел./км².

## Демография
Согласно сведениям, собранным в ходе переписи 2010 г. Национальным институтом географии и статистики (IBGE), население микрорегиона составляет:
| Полное население                             | Полное население                             | Полное население                             | Полное население                             | 322 824 |
| -------------------------------------------- | -------------------------------------------- | -------------------------------------------- | -------------------------------------------- | ------- |
| в том числе:                                 | Городское население                          | 295 078                                      | Процент городского населения, %              | 91,41   |
|                                              | Сельское население                           | 27 746                                       | Процент сельского населения, %               | 8,59    |
|                                              | Мужское население                            | 161 071                                      | Процент мужского населения, %                | 49,89   |
|                                              | Женское население                            | 161 753                                      | Процент женского населения, %                | 50,11   |
| Плотность населения, чел/км²                 | Плотность населения, чел/км²                 | Плотность населения, чел/км²                 | Плотность населения, чел/км²                 | 15,23   |
| Население микрорегиона в % к населению штата | Население микрорегиона в % к населению штата | Население микрорегиона в % к населению штата | Население микрорегиона в % к населению штата | 23,33   |

## Статистика
- Валовой внутренний продукт на 2003 составляет 1 116 077 353,00 реалов (данные: Бразильский институт географии и статистики).
- Валовой внутренний продукт на душу населения на 2003 составляет 4276,38 реалов (данные: Бразильский институт географии и статистики).
- Индекс развития человеческого потенциала на 2000 составляет 0,777 (данные: Программа развития ООН).

## Состав микрорегиона
В составе микрорегиона включены следующие муниципалитеты:
1. Апаресида-ду-Риу-Негру
2. Бон-Жезус-ду-Токантинс
3. Ипуейрас
4. Лажеаду
5. Монти-ду-Карму
6. Палмас
7. Педру-Афонсу
8. Порту-Насиунал
9. Санта-Мария-ду-Токантинс
10. Силванополис
11. Токантиния